# Dirrty
Dirrty ist ein R&B-Song der US-amerikanischen Sängerin Christina Aguilera, den sie zusammen mit dem Rapper Redman aufgenommen hat. Das Stück war die erste Singleauskopplung ihres vierten Studioalbums Stripped und wurde am 14. September 2002 veröffentlicht.

## Inhalt
Dirrty ist ein Stück mit Hip-Hop- und R&B-Elementen. Der Text enthält zahlreiche sexuelle Anspielungen wie beispielsweise Tabledance. So fordert Christina Aguilera zu Beginn die Hörer auf, sich auf der Tanzfläche zu bewegen und sich „dirrty“ (Verballhornung von Engl. dirty (dreckig)) zu verhalten. Sie selbst werde mit ihren Freundinnen bis in die frühen Morgenstunden durchtanzen und dabei so ins Schwitzen kommen, dass sie sich ausziehen werde.
Die Rapstrophe von Redman handelt ebenfalls vom Feiern und davon, dass er sich im Club nach einer gutaussehenden Frau umsehen werde. Aguilera wollte mit Dirrty vor allem ihr Teen-Pop-Image ablegen, das sie nach ihren ersten Alben hatte, und sie sich zuvor in diese Rolle gedrängt fühlte.

## Produktion

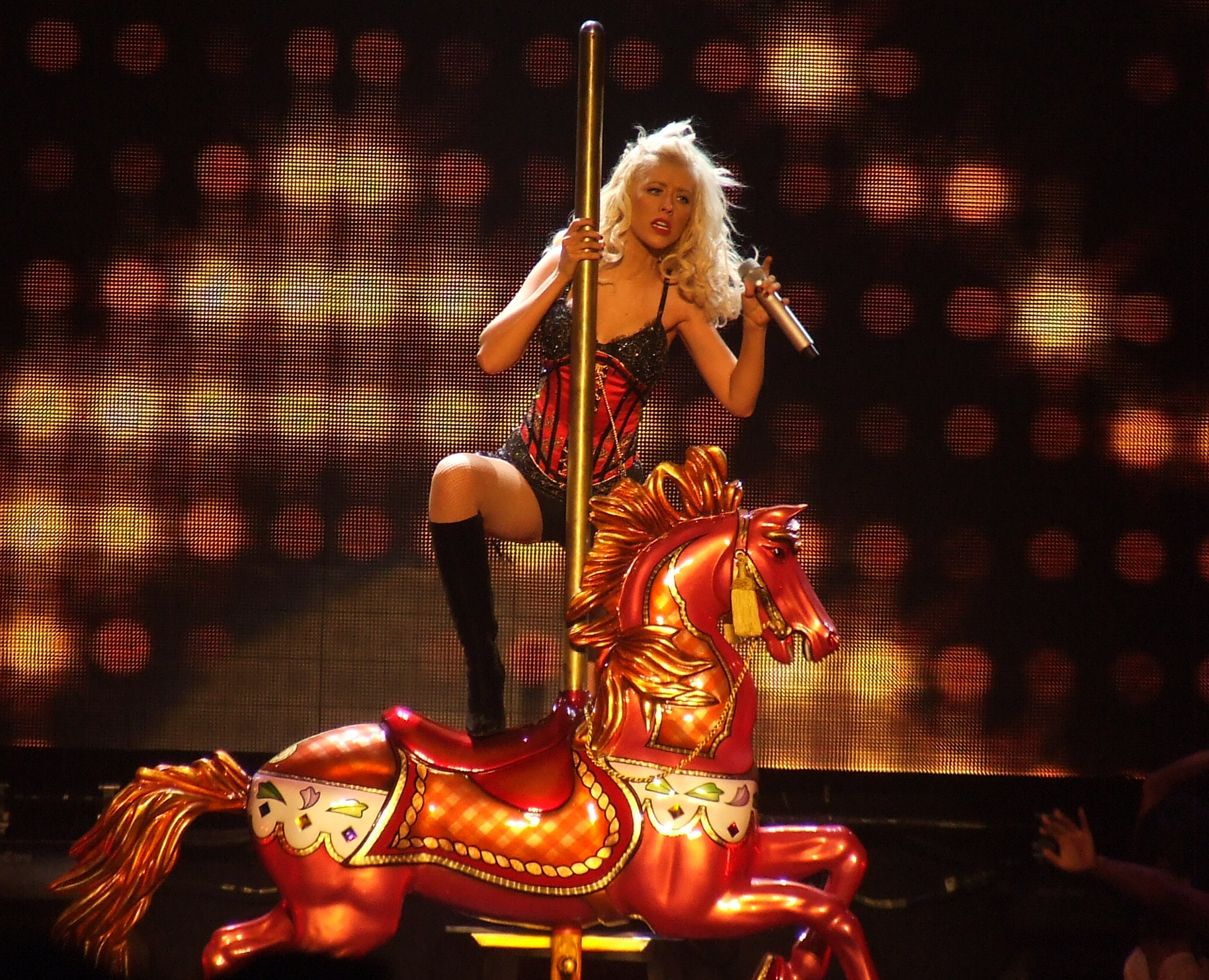
Aguilera bei einer Live-Darbietung von Dirrty (2006)

Dirrty wurde von dem US-Musikproduzenten Rockwilder zusammen mit Aguilera produziert. Der Text und die Musik wurden von Aguilera, Redman, Rockwilder, Balewa Muhammad und Jasper Cameron geschrieben. Die Produktion ist an Redmans Song Let’s Get Dirty (I Can’t Get in da Club) (2001) angelehnt, der ebenfalls von Rockwilder produziert wurde.

## Musikvideo
Bei dem zu Dirrty gedrehten Musikvideo führte der US-Regisseur David LaChapelle Regie. Es wurde in Los Angeles gedreht und feierte im September 2002 Premiere. Das kontroverse Video sollte Aguileras Image – die bisher als Bubblegum-Popsängerin und „nettes Mädchen von nebenan“ auftrat – ändern. Auf YouTube verzeichnet es über 200 Millionen Aufrufe (Stand: Februar 2025).
Zu Beginn fährt Aguilera auf einem Motorrad in einen Untergrundclub. Dort steigt sie in einen Boxring und tanzt provokativ und aufreizend gekleidet zwischen anderen leichtbekleideten Personen. Sie trägt dabei nur einen BH und einen sehr kurzen Minirock, was ihr Kritik von Musikerkollegen und Medien einbrachte. Anschließend steigt eine maskierte Frau zu ihr in den Ring, und beide beginnen gegeneinander zu boxen. Dazwischen werden immer wieder laszive Tanzszenen gezeigt. Den Kampf gewinnt schließlich Aguilera, indem sie ihre Gegnerin k.o. schlägt.
Während seiner Rapstrophe läuft Redman durch einen Gang des Untergrundclubs, gesäumt von zahlreichen extravaganten Personen, wie Kontorsionisten, Furrys, Bodybuilderinnen, Schlammwrestlern oder Feuerspuckern. Gegen Ende des Videos tanzt Aguilera mit anderen Tänzerinnen in einem Raum, wobei sie mit Wasser bespritzt werden.
In Europa war das Video auf den meisten Fernsehkanälen unzensiert zu sehen, doch in den Vereinigten Staaten und mehreren asiatischen Staaten wurde es geschnitten und einige Szenen entfernt. In Thailand wurde das Video gar nicht gezeigt, da in einer Szene Plakate in thailändischer Sprache auf den dortigen Sextourismus anspielten. So waren unter anderem die Worte „junge minderjährige Mädchen“ und „Thailands Sextourismus“ zu lesen. Regisseur David LaChapelle und die Produzenten des Videos gaben später an, über den Inhalt des Plakats nicht informiert gewesen zu sein und entschuldigten sich.

## Single

### Covergestaltung
Das Singlecover ist in Schwarz-weiß gehalten und zeigt Christina Aguileras Gesicht sowie ihre schmutzigen Hände. Rechts unten befinden sich die weißen Schriftzüge Dirrty, Christina Aguilera und Featuring Redman.

### Chartplatzierungen
Dirrty stieg am 28. Oktober 2002 auf Platz 4 in die deutschen Charts ein und konnte sich insgesamt 18 Wochen lang in den Top 100 halten, davon sechs Wochen in den Top 10. In den deutschen Jahrescharts 2002 belegte die Single Platz 43. Besonders erfolgreich war der Song im Vereinigten Königreich, wo er die Chartspitze belegte. Die Top 5 erreichte die Single zudem unter anderem in den Niederlanden, der Schweiz, Spanien, Norwegen, Australien, Dänemark und Österreich.
| ChartsChartplatzierungen       | Höchstplatzierung | Wochen |
| ------------------------------ | ----------------- | ------ |
| Deutschland (GfK)              | 4 (18 Wo.)        | 18     |
| Österreich (Ö3)                | 5 (21 Wo.)        | 21     |
| Schweiz (IFPI)                 | 3 (25 Wo.)        | 25     |
| Vereinigtes Königreich (OCC)   | 1 (10 Wo.)        | 10     |
| Vereinigte Staaten (Billboard) | 48 (20 Wo.)       | 20     |

| ChartsJahrescharts (2002)    | Platzierung |
| ---------------------------- | ----------- |
| Deutschland (GfK)            | 43          |
| Österreich (Ö3)              | 65          |
| Schweiz (IFPI)               | 22          |
| Vereinigtes Königreich (OCC) | 30          |

| ChartsJahrescharts (2003) | Platzierung |
| ------------------------- | ----------- |
| Österreich (Ö3)           | 58          |

### Auszeichnungen für Musikverkäufe
Dirrty wurde 2019 für mehr als 600.000 verkaufte Exemplare im Vereinigten Königreich mit einer Platin-Schallplatte ausgezeichnet. 2022 erhielt es für über eine Million Verkäufe in den Vereinigten Staaten ebenfalls Platin. In Deutschland wurde es 2023 für mehr als 250.000 verkaufte Einheiten mit einer Goldenen Schallplatte ausgezeichnet.

| Land/Region                  | Auszeichnungen für Musikverkäufe (Land/Region, Auszeichnung, Verkäufe) | Verkäufe  |
| ---------------------------- | ---------------------------------------------------------------------- | --------- |
| Australien (ARIA)            | Platin                                                                 | 70.000    |
| Belgien (BRMA)               | Gold                                                                   | 25.000    |
| Dänemark (IFPI)              | Gold                                                                   | 10.000    |
| Deutschland (BVMI)           | Gold                                                                   | 250.000   |
| Kanada (MC)                  | 2× Platin                                                              | 160.000   |
| Neuseeland (RMNZ)            | Platin                                                                 | 30.000    |
| Niederlande (NVPI)           | Gold                                                                   | 40.000    |
| Norwegen (IFPI)              | Platin                                                                 | 10.000    |
| Schweden (IFPI)              | Platin                                                                 | 30.000    |
| Schweiz (IFPI)               | Gold                                                                   | 25.000    |
| Vereinigte Staaten (RIAA)    | Platin                                                                 | 1.000.000 |
| Vereinigtes Königreich (BPI) | Platin                                                                 | 836.000   |
| Insgesamt                    | 5× Gold · 8× Platin ·                                                  | 2.476.000 |

Hauptartikel: Christina Aguilera/Auszeichnungen für Musikverkäufe